# Citroën World Touring Car Team
Citroën World Touring Car Team – fabryczny zespół wyścigowy Citroëna, część ekipy Citroën Racing skierowana na starty w World Touring Car Championship. Zespół powstał w czerwcu 2013 roku, kiedy to ogłoszono wejście Citroëna do stawki World Touring Car Championship od sezonu 2014. Automatycznie ogłoszono, że kierowcą zespołu będzie 9-krotny rajdowy mistrz świata Sébastien Loeb. Do zespołu dołączył także aktualny mistrz świata WTCC Yvan Muller oraz Argentyńczyk José María López. Zespół korzysta z samochodu Citroën C-Elysée dostosowanego do regulaminu World Touring Car Championship.
W debiutanckim sezonie 2014 ekipa zdominowała mistrzostwa. Jej kierowcy odnieśli 18 zwycięstw w 23 wyścigach. W klasyfikacji kierowców na podium uplasowali się jedynie kierowcy Citroën. José María López zdobył tytuł mistrzowski, Yvan Muller był drugi, a Sébastien Loeb - trzeci.